# Sialis nevadensis
Sialis nevadensis là một loài côn trùng trong họ Sialidae thuộc bộ Megaloptera. Loài này được K. Davis miêu tả năm 1903.